# Pitó Carré
El Pitó Carré és una muntanya de 3.197 m d'altitud, amb una prominència de 45 m, que es troba al massís del Vinyamala, al departament dels Alts Pirineus (França).